# Stazione di Colfelice
La stazione di Colfelice è una fermata ferroviaria posta sulla ferrovia Avezzano-Roccasecca, a servizio dell'omonimo comune.

## Storia
La fermata, originariamente denominata "Coldragone-Villa Felice", venne attivata il 28 luglio 1923.
Nel 1938 assunse la nuova denominazione di "Colfelice"..

## Strutture e impianti
Nell'estate del 2022 la Stazione, insieme all'intera linea, è stata interessata da lavori di rinnovo dell'armamento e attrezzaggio propedeutico per l'installazione del sistema di segnalamento di ultima generazione di tipo ETCS Regional livello 2/3, che verrà ultimato negli anni successivi.